# Người Việt tại Belarus
Người Việt tại Belarus là một cộng đồng người Việt Nam tại Châu Âu. Theo thống kê của năm 2017, có hơn 1500 người Việt sinh sống ở đây. 